# Sam Cane
Pour les articles homonymes, voir Cane.

a Compétitions nationales et continentales officielles uniquement.

b Matchs officiels uniquement.
Dernière mise à jour le 25 novembre 2024.
Samuel Jordan Cane dit Sam Cane, né le 13 janvier 1992 à Rotorua, est un joueur néo-zélandais de rugby à XV évoluant au poste de troisième ligne aile.
Il joue avec Bay of Plenty en NPC depuis 2010 et avec les Chiefs depuis 2011. Il remporte le Super Rugby avec cette dernière équipe en 2012 et 2013.
Sélectionné à partir de 2012 avec les All Blacks, il est sacré champion du monde en 2015 en tant que remplaçant puis termine troisième en 2019. Après les retraites de Richie McCaw puis Kieran Read, il devient officiellement le capitaine des All Blacks en 2020. Son capitanat est marqué par plusieurs blessures et une chute des performances de l'équipe, s'attirant les critiques des médias et des supporters. La Nouvelle-Zélande se hisse toutefois en finale de la Coupe du monde 2023 contre l'Afrique du Sud où Sam Cane est expulsé (le premier carton rouge d'un joueur en finale) et voit ses coéquipiers s'incliner d'un point (11-12). Il prend sa retraite internationale l'année suivante.

## Biographie
Sam Cane est né à Rotorua dans la région de la Baie de l'Abondance, et habite toute son enfance dans la ville rurale de Reporoa dans la même région. Il grandit dans la ferme de ses parents, où son père occupe l'emploi d'éleveur de cerfs, et aide régulièrement aux travaux agricoles,.

## Carrière

### En club
Sam Cane commence à jouer au rugby lors son enfance au Reporoa Rugby Club, où il est entraîné par son père,. Il joue avec ce club jusqu'à ses quatorze ans, et son entrée au lycée.
Il commence sa scolarité secondaire au modeste Reporoa College, où il se spécialise rapidement au poste de troisième ligne aile côté ouvert (n°7), et s'impose comme un joueur majeur de l'équipe première de cet établissement rural. Il côtoie lors de sa scolarité le futur international à sept Scott Curry et le futur joueur du Stade toulousain Carl Axtens. Remarqué par ses performances avec son lycée, il fait rapidement partie de l'académie de la province locale de Bay of Plenty.
En 2009, il fait sa dernière année de lycée au réputé Tauranga Boys' College (en), dans le but de se rapprocher des structures de Bay of Plenty. Il se met en évidence avec sa nouvelle équipe, et fait partie de l'équipe des moins de 18 ans de la franchise des Chiefs,,.
En 2010, il est retenu dans l'effectif senior de Bay of Plenty pour disputer la saison de National Provincial Championship (NPC). Il fait ses débuts professionnels le 8 septembre 2010, à l'âge de 18 ans, face à Manawatu.
Après cet unique match au niveau provincial, il est retenu dans le groupe élargi de la franchise des Chiefs pour la saison 2011 de Super Rugby. Au mois d'avril, il profite d'une blessure de Tanerau Latimer pour connaître sa première feuille de match comme remplaçant lors d'un déplacement chez les Lions,. Il connaît sa première titularisation un mois plus tard contre les Crusaders. Il joue un total de quatre matchs lors de sa première saison, et prolonge son contrat avec les Chiefs jusqu'en 2013,.
Lors de la saison 2012, il dispute dix-huit rencontre, dont seulement six comme titulaire à cause de la concurrence de l'ancien All Black Tanerau Latimer,. Il est remplaçant lors de la finale de la compétition, que son équipe remporte largement face aux Sharks,. La saison suivante, toujours dans un rôle de doublure de Latimer, il réalise avec son équipe le doublé après une finale contre les Brumbies,.
C'est après ces deux saisons couronnées de succès qu'il devient véritablement le titulaire à son poste,.
Il devient co-capitaine des Chiefs, au côté d'Aaron Cruden, pour la saison 2016. En 2018, il dispute son centième match avec les Chiefs. Il continue d'occuper le rôle de co-capitaine avec Charlie Ngatai en 2018, puis Brodie Retallick en 2019,. Lors de l'arrivée aux commandes de l'équipe de Warren Gatland en 2020, il devient l'unique capitaine de la franchise.
Lors de la saison 2021 de Super Rugby, les Chiefs font une bonne saison et terminent finaliste du Super Rugby Aotearoa, mais Cane, blessé, ne participe pas aux phases finales.
À l'issue du Mondial 2023, il s'engage au Japon avec les Tokyo Sungoliath. Il y signe un contrat d'un an, en tant que joker médical du troisième ligne australien Sean McMahon. Il devient ainsi non sélectionnable avec son pays jusqu'en 2024,. 
Le 13 mai 2024, il signe un contrat à long-terme avec le club japonais qui commencera à l'issue de la tournée d'automne 2024. Par cette signature, Sam Cane met officiellement fin à sa carrière internationale. 

### En sélection
Sam Cane joue avec la sélection néo-zélandaises des moins de 17 ans, puis la sélection scolaire (en) en 2009,,.
Il est sélectionné pour évoluer avec l'équipe de Nouvelle-Zélande des moins de 20 ans pour participer au championnat du monde junior en 2011,. Titulaire indiscutable au sein d'une équipe qui survole le tournoi, il est sacré champion du monde après une finale remportée face à l'Angleterre,. Peu après la compétition, il est elu meilleur jeune joueur néo-zélandais de l'année, et il est nommé pour le titre de meilleur joueur junior du monde (récompense finalement remportée par George Ford),. Encore éligible pour cette sélection en 2012, il n'est finalement pas sélectionné en raison de son contrat en Super Rugby.
En mai 2012, il est sélectionné pour la première fois avec les récents champions du monde All Blacks par Steve Hansen, à l'âge de 20 ans. Cette sélection, malgré son jeune âge et son inexpérience, fait suite aux espoirs placés en lui, et à une volonté de le voir travailler avec Richie McCaw, la référence mondiale à son poste,. Profitant d'une blessure de Victor Vito, il honore sa première sélection le 16 juin 2012 en tant que remplaçant à l'occasion d'un test-match contre l'équipe d'Irlande à Christchurch. Son équipe l'emporte de justesse, grâce à un drop de Dan Carter en toute fin de match. Les All-Blacks La semaine suivante, Cane est titularisé pour la première fois, et participe à la large victoire face à ces mêmes Irlandais sur le score de 60 à 0, marquant un doublé à cette occasion,.
L'année suivante, il profite du congé sabbatique de McCaw pour enchaîner les titularisations, et inscrit cinq essais lors de la saison internationale.
Il est sélectionné pour la Coupe du monde 2015 disputée en Angleterre. Lors de la compétition, il dispute quatre matchs lors des phases de poules, dont deux titularisations, et marque deux essais. Il connaît son premier capitanat face à la Namibie, à l'âge de 23 ans. Il est ensuite remplaçant pour les phases finales, qui voient la Nouvelle-Zélande remporter son troisième titre mondial.
Après la Coupe du monde, et la retraite de McCaw, il s'impose comme le titulaire indiscutable au poste de n°7 en sélection, malgré la concurrence de Matt Todd et Ardie Savea,. Il est sélectionné en équipe nationale pour le Rugby Championship 2016, que son pays remporte en gagnant toutes ses confrontations,. De plus, la Nouvelle-Zélande égalise le record de matchs remportés d'affilée toutes compétitions confondues avec dix-sept succès lors de la dernière journée où elle bat largement l'Afrique du Sud 57 à 15, chez elle à Durban.
En octobre 2018, il subit une grave blessure aux cervicales lors d'un match contre l'Afrique du Sud. Cette blessure, potentiellement dangereuse pour la poursuite de sa carrière, guérit correctement, et Cane reprend la compétition en mai 2019.
En août 2019, il est retenu dans le groupe de 31 joueurs sélectionné pour disputer la Coupe du monde au Japon. Il dispute seulement deux matchs lors de la phase de poule, contre l'Afrique du Sud et la Namibie. Il est ensuite titularisé lors du quart de finale contre l'Irlande, mais Ardie Savea lui est préféré pour la demi-finale perdue face à l'Angleterre. Enfin, il retrouve une place de titulaire pour la petite finale face au pays de Galles.
À la suite du mondial, il est nommé nouveau capitaine des All-Blacks en mai 2020, succédant ainsi à Kieran Read qui vient de prendre sa retraite internationale. Lors de sa première année en exercice, il fortement critiqué pour les performances de son équipe, qui gagnent le Tri-nations, mais en perdant deux matchs, dont un contre l'Argentine, pour la première fois de leur histoire,. Malgré cette année mouvementée, il est élu meilleur joueur néo-zélandais de l'année en décembre 2020.
En 2021, il manque une grosse partie de la saison, dont le Rugby Championship à cause d'une blessure aux pectoraux 
.
En 2023 il est forfait lors du match d'ouverture de la coupe du monde de Rugby contre le XV de France .

## Caractéristiques de son jeu
Sam Cane était considéré comme l'un des plus grands espoirs du rugby néo-zélandais qui voyait en lui le digne successeur de Richie McCaw. Il existe effectivement de nombreuses similitudes entre les deux hommes. Comme ce dernier, il joue au poste de troisième ligne aile côté ouvert (n°7), et évolue dans un registre de plaqueur/gratteur extrêmement efficace. Il se distingue également par une intelligence de jeu remarquable qui lui permet d’être systématiquement bien placé pour annihiler les offensives adverses, que ce soit en ralentissant le jeu au sol ou en plaquant rapidement son vis-à-vis. Il parvient également à tirer son épingle du jeu lors du jeu d'attaque où sa passe sur un pas, ses capacités de nettoyage ou encore sa mobilité sont considérées comme des références. Enfin, C'est un leader sur le terrain puisqu'il est le capitaine des Chiefs depuis 2018, et connaît son premier capitanat avec les All Blacks dès 2015. Le 9 mai 2020, il devient officiellement capitaine des All Blacks en succédant à Kieran Read.

## Palmarès

### En club et province
- Vainqueur du Super Rugby en 2012 et 2013 avec les Chiefs.
- Finaliste du Super Rugby Aotearoa en 2021 avec les Chiefs.

### En équipe nationale
- Vainqueur du championnat du monde junior en 2011.
- Vainqueur du Rugby Championship en 2012, 2013, 2014, 2016, 2017, 2018, 2020, 2022 et 2023
- Vainqueur de la Coupe du monde en 2015.
- Finaliste de la Coupe du monde en 2023.

## Statistiques en équipe nationale
Au 25 novembre 2024, Sam Cane compte 104 capes avec les All Blacks, dont 81 en tant que titulaire, depuis ces débuts il a inscrit 17 essais soit (85 points). Il fait ses débuts avec les All Blacks le 16 juin 2012 face à l'Irlande à Christchurch. 
Sur ces rencontres, trente-huit sont disputées dans le cadre du Rugby Championship, où il participe aux éditions 2012, 2013, 2014, 2015, 2016, 2017, 2018, 2019, 2020, 2022, 2023 et 2024,.
Il participe à trois éditions de la Coupe du monde, en 2015, en 2019 et en 2023. Il participe à douze rencontres, inscrivant deux essais.